# キヤノン EOS-1V
キヤノンEOS-1Vは、キヤノンが開発、2000年から2018年まで販売していたEOSシリーズのフラグシップ機である。
35mmフィルムを用いるキヤノンのカメラでは最後まで販売されていた機種である
。

## 特徴

### 耐環境性
キヤノン最新鋭のプロ用35mm、AF･AE一眼レフであり、キヤノンは「プロフェッショナル一眼にはどんな場所でも安定して動作することが必須条件」と考え、カメラボディには厳重な防滴防塵処理が施されている。シャッターボタン、電子ダイヤル、背蓋、その他操作ボタン、ボディ合わせ部分、ボディマウント部等の総計72箇所にシリコンゴムにより防滴、防塵加工がなされている。また、シャッターはマグネット吸着面を使用しないロータリーマグネットにより先幕･後幕の制御を制御しており、これにより砂等の侵入で起こるシャッターの動作不良を克服している。AF制御光学系はレンズ等に耐温湿に優れた素材を用いたり、AFモジュールを強固なボックスに納めて、耐衝撃性、耐温湿性をあげている。

### 操作性
高度な技術を投入して作られたカメラであるが、その反面、ユーザーによっては高度なシステムを操作するということを煩わしく思う者が出てくる恐れがある。それをなくすために、操作やカメラのフォルム、ホールド感はカメラのホールド感やボタン、ダイヤルの操作性が高く評価されているEOSの初代フラグシップ機、EOS-1を継承しており、操作はEOS-1とほぼ同等である。

### 高速連写
ボディのみにおいて秒間最速3.5コマの連写性能を持つが、パワードライブブースター PB-E2を使用することによって秒間最速10コマの超高速連写が可能になる。なお、これらの数値は、マニュアルフォーカスかワンショットAF時の数値であり、AIサーボAFで追従撮影を行う際は、ボディのみで秒間3コマ、PB-E2使用時で秒間9コマと、それぞれ連写コマ数が減る。また、パワードライブブースターは連写のためだけでなく、縦位置撮影時のカメラの操作性が上がるようにも作られている。

### カスタマイズ
多項目のカスタムファンクション、パーソナルファンクションを使用することによってユーザー個人が最も使いやすいよう設定できるようになっている。但し、パーソナルファンクションは、別にEOSコントロール用のソフトが必要。

## 諸性能
- 形式:モータードライブ内蔵フォーカルプレーンシャッター式35mm一眼レフレックスAE･AFカメラ
- 使用レンズ:キヤノンEFレンズ群（EF-S、EF-Mレンズは除く）
- レンズマウント:キヤノンEFマウント（完全電子制御式）
- ファインダー視野率:上下左右100%
- ファインダー倍率:0.72倍
- 測光方式:21分割SPC使用･TTL開放測光、6種の測光モードを持つ
- 使用フィルム感度:ISO6~6400
- オートフォーカス:CMOSセンサーによるTTL-AREA-SIR方式、45点のAFエリアを持ち、3種のフォーカスモードを持つ
- シャッター速度:8000分の1秒から30秒まで、X接点は250分の1秒、バルブあり